# Abinger Hammer
Abinger Hammer is een plaats in het bestuurlijke gebied Mole Valley, in het Engelse graafschap Surrey. 